# الفن الإسكتلندي في القرن الثامن عشر

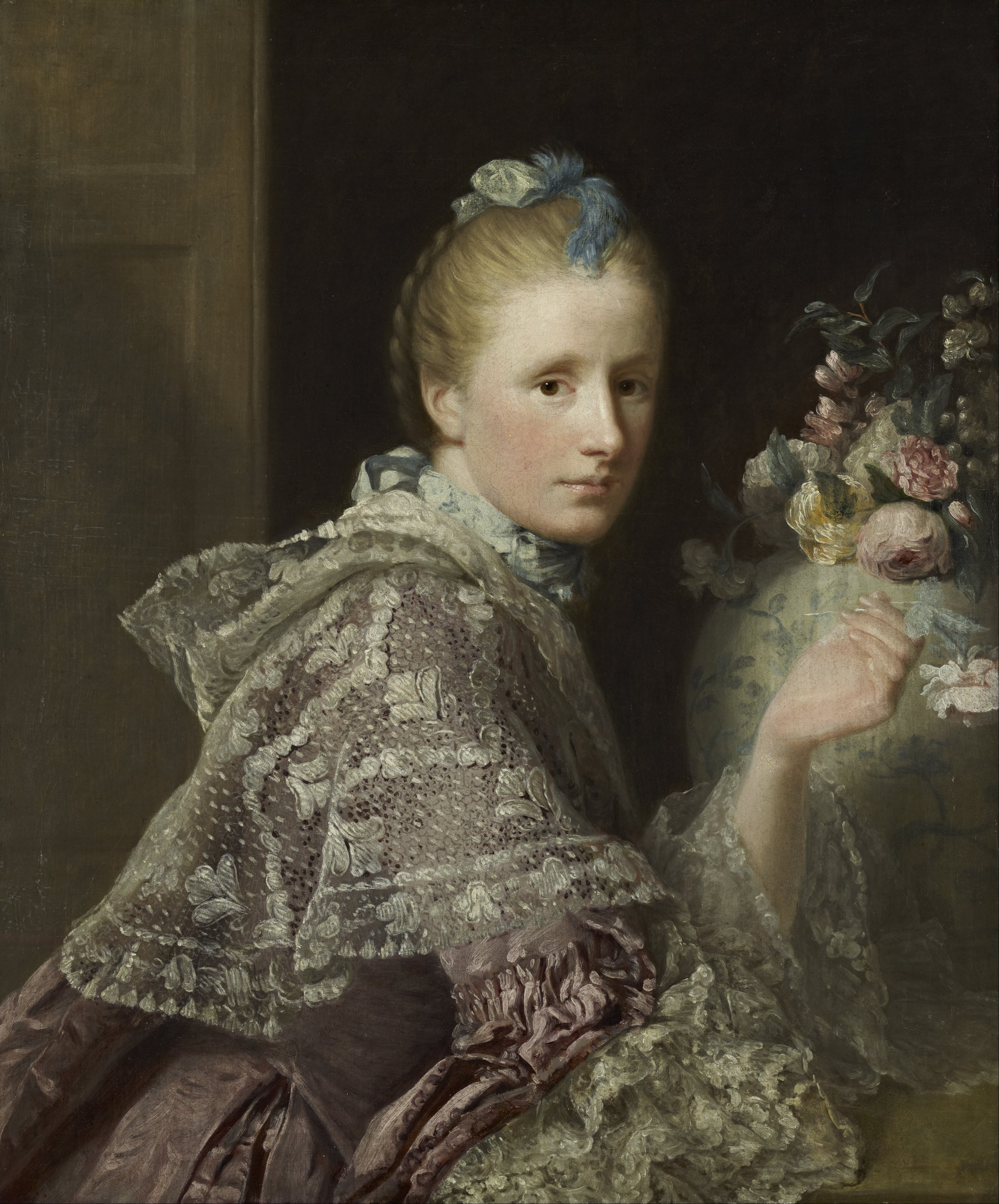
صورة: بورتريه لآلان رامزي مصورًا زوجته الثانية مارغريت ليندزي، 1758

الفن الإسكتلندي في القرن الثامن عشر هو مجموع الفنون المرئية التي صُنعت في إسكتلندا، بواسطة إسكتلنديين، أو عن موضوعات إسكتلندية، في القرن الثامن عشر. شهدت هذه الفترة تطور الاحتراف، وإنشاء الأكاديميات الفنية في إدنبرة وغلاسكو. تأثر الفن بشكل متزايد بالحركة الكلاسيكية الحديثة والتنوير الإسكتلندي وصولًا للتأثر بالرومانسية في نهاية القرن، وتحوُل إيطاليا لتكون المركز الرئيسي للفن الأسكتلندي.
تعود أصول تقليد تصوير المناظر الطبيعية الإسكتلندية إلى كابريتشيوات (capriccios) المناظر الطبيعية الإيطالية والهولندية التي صوَّرها جيمس نوري وابنيّه. طور هذه المناظر أكثر جاكوب مور، الذي أضاف الحساسية الرومانسية إلى المنظر الطبيعي الإسكتلندي. ساعد ألكسندر ناسميث في تأسيس تقليد المناظر الطبيعية الإسكتلندية وكان له تأثير كبير بصفته معلمًا في إدنبرة على الجيل التالي من الفنانين. ربط جون نوكس بينها (المناظر الطبيعية الإسكتلندية) والأعمال الرومانسية لوالتر سكوت وكان من أوائل الفنانين الذين اهتموا بالمناظر الحضرية في غلاسكو. كان كلٌ من جون ألكسندر وويليام موسمان المولودان في أبردين فنانا تصوير البورتريه الرئيسييّن في النصف الأول من القرن. ثم ظهر آلان رامزي، المعروف بتمثيلاته الحميمة، ليكون مصوِّر البورتريه الأبرز في منتصف القرن وللعائلة المالكة. قرب نهاية القرن ظهر هنري رايبورن ليكون بدوره مصوِّر البورتريه الأبرز وأحد أوائل الفنانين الذين أمضوا معظم حياتهم المهنية في إسكتلندا، موسعًا نطاق أعماله ليشمل الشخصيات القائدة لحركة التنوير الإسكتلندي وليشتهر بتصويره للوحة الوزير المتزلج.
كان غافين هاملتون وحامياه، الأخوان جون وألكساندر رانسيمان، وديفيد آلان رواد الحركة الكلاسيكية الحديثة. فكان ألكساندر رانسيمان رائد التصوير التاريخي (الرسم القصصي) وساعد آلان في تطوير فن تصوير الحياة اليومية، وكلا الموضوعين تناوله الفنانون الإسكتلنديون في القرن التالي. بعد قانونيّ الاتحاد عام 1707، كان هناك القليل جدًا من الرعاية للأعمال الفنية الكبيرة والمكلِّفة في إسكتلندا. مع نمو نزعة التطوير الوطني، تزايد الطلب على التماثيل العامة وأصبح البورترية النصفي معروفًا أيضًا. مالت تكليفات التماثيل الجديدة إلى صناعتها من رصاص رخيص نسبيًا بل ومن الجصّ المطلي أو المذهّب الأقل تكلفة. هناك أمثلة قليلة على أعمال الفنانين الإسكتلنديين من أواخر القرن الثامن عشر.

## خلفية

### الاحتراف
ظل العديد من المصورين الإسكتلنديين في أوائل القرن الثامن عشر حرفيين بالأساس. فتُظهر لوحة تجارة إدنبره (1720) لرودريك تشالمرز (الناشط فيما بين 1709–1730) الفنان، ربما بشكل ساخر، بين زجّاجي وصُنّاع وبنّائي البلدة. أنتج توماس واريندر (الناشط فيما بين عاميّ 1673-1713) لوحة طبيعة صامتة استعارية (بعد 1708)، مصورًا لوحة رسائل تبدو كتعليقٍ على قانونيّ اتحاد عام 1707، لكنه كان يجني رزقه بعمله مصممًا لديكور المنازل، عاملًا عن كثب مع المهندسين المعماريين، بما فيهم وليام آدم. وقد يكون هو من قام بتدريب جيمس نوري (1684–1757)، الذي صوَّر مع ابنيّه جيمس (1711-1736) وروبرت (المتوفى عام 1766) لوحات المناظر الطبيعية الإسكتلندية التي كانت معارضةً (تقليدًا) للمناظر الطبيعية الإيطالية والهولندية في بيوت النبلاء. دربت عائلة نوري العديد من الفنانين ونُسِبَ إليهم بدء تقليد تصوير المناظر الطبيعية الإسكتلندية الذي أثمر من أواخر القرن الثامن عشر. فقد بدأ معظم المصورين آلان رامزي (1713-1784)، وغافين هاملتون (1723-1798)، والأخوّان جون (1744-1768/ 69)، وألكسندر رونسيمان (1736-1785)، وجاكوب مور (1740-1793)، وديفيد آلان (1744-1796)، حياتهم الفنية متبعين تقاليد عائلة نوري، لكنهم كانوا فنانين ذوي أهمية في جميع أنحاء أوروبا، إذ قضوا معظم حياتهم المهنية خارج إسكتلندا. اعتُبِر هنري رايبورن (1756-1823) الفنان الأهم في هذه الفترة لقضائه كامل حياته المهنية في إسكتلندا، إذ وُلِدَ في إدنبرة وعاد إليها بعد رحلة إلى إيطاليا عام 1786.